# Geometrische optica
Onder geometrische optica – in Vlaanderen meetkundige optica – of stralenoptica verstaat men dat deelgebied van de optica waar de golfeigenschappen van het licht buiten beschouwing worden gelaten, omdat zowel de structuren die met het licht in wisselwerking treden (lenzen, spiegels, etcetera) als de details van de af te beelden objecten veel groter zijn dan de golflengte van het licht. Zichtbaar licht heeft een golflengte van ca. 400 tot 750 nm, wat vele malen kleiner is dan de afmetingen van alledaagse voorwerpen en van optische componenten. De geometrische optica kan uit de fysische optica worden afgeleid als grensgeval voor zeer kleine golflengtes.

## Beschrijving
In de geometrische optica wordt het licht beschouwd als samengesteld uit lichtstralen. Een lichtbron of een diffuus reflecterend voorwerp zendt lichtstralen uit, die vervolgens gebroken, gereflecteerd of opgesplitst worden. De geometrische optica gaat ervan uit dat de lichtstralen voldoen aan het zogenaamde superpositiebeginsel, hetgeen wil zeggen dat ze door elkaar kunnen lopen zonder elkaar te verstoren. In een homogeen medium planten de lichtstralen zich rechtlijnig voort. Aan spiegelende oppervlakken worden zij gereflecteerd. Aan grensvlakken tussen media met verschillende brekingsindex worden zij, afhankelijk van de invalshoek van de straal en de brekingsindices van de media, hetzij volgens de wet van Snellius deels gebroken en deels gereflecteerd (en aldus in twee stralen opgesplitst), hetzij totaal gereflecteerd. Een lichtstraal kan ook door dubbele breking worden opgesplitst.
Brekingsindices kunnen binnen het materiaal ook geleidelijk verlopen. Men spreekt dan van gradiëntoptica.
Algemeen geldt voor de banen van lichtstralen het principe van Fermat, waaruit bovengenoemde regels voor de stralengang volgen. Ook de gekromde banen van lichtstralen in inhomogene media – zoals bij licht dat door plaatselijke sterk verwarmde lucht boven door de zon beschenen asfalt gaat – kunnen hiermee worden verklaard.

Voorbeeld van de paraxiale stralengang door een lens. f1 en f2 zijn brandpuntsafstanden, v=voorwerpafstand, b=beeldafstand, h1=voorwerpshoogte, h2=beeldhoogte

De geometrische optica vormt de basis voor het berekenen van de afbeeldende eigenschappen van brillen, lenzen en optische instrumenten zoals telescopen, microscopen, objectieven en andere. Ook de raytracing-methode in de 3D-computergraphics berust op de wetten van de geometrische optica.
Verschijnselen die door de geometrische optica niet kunnen worden beschreven, zijn onder andere:
- Diffractie, die het scheidend vermogen van optische instrumenten beperkt.
- Interferentie, die eveneens alleen vanuit de fysische optica te verklaren is, en die bijvoorbeeld een rol speelt bij de werking van antireflectiecoating.
- Polarisatie, die kwantummechanisch met de spin van de fotonen te maken heeft, maar die ook vanuit de golftheorie van het licht verklaarbaar is. Zij speelt ook een rol bij dubbele breking, en bij reflectie aan dunne lagen, waar zij de kwaliteit van het gereflecteerde licht beïnvoedt (zie de fresnelvergelijkingen).
- Absorptie en verstrooiing van het licht.

Dergelijke verschijnselen kunnen alleen vanuit de fysische optica worden verklaard.